# Nordbat 2
Nordbat 2 var den svensk-danska pansarskyttebataljonen som ingick i United Nations Protection Force (UNPROFOR). Från början ingick tre svenska pansarskyttekompanier, ett stab- och trosskompani, ett danskt stridsvagnskompani (DANSQN) och ett norskt fältsjukhus (NORMEDCOY) i denna bataljon vars första chef var överste Ulf Henricsson 1993-1994. En till BA01 nära kopplad norsk sjukvårdshelikopterenhet (NORHELIWING) ingick formellt inte i bataljonen, men fanns samgrupperad med det norska fältsjukhuset. 
Bataljonen utökades 1994 genom att ytterligare ett pansarskyttekompani (7 pskkomp), överfördes från den svenska bataljonen i Makedonien (Nordbat 1). Nordbat 2 var verksamt fram till fredsavtalet år 1995. Bataljonens högkvarter var beläget i en tidigare containerfabrik i Živinice utanför Tuzla.

## Indelning
Bataljonerna numrerades BA01-BA05, varav den sistnämnda under samma namn övergick i Nato-ledd tjänst den 20 december 1995. UNPROFOR ersattes då av IFOR.

### Kompanier
- 7. pansarskyttekompaniet, YL (Yankee Lima) (tillkom från och med BA02)
- 8. pansarskyttekompaniet, RL (Romeo Lima)
- 9. pansarskyttekompaniet, SL (Sierra Lima)
- 10. pansarskyttekompaniet, TL (Tango Lima)
- Stab- och trosskompaniet med pionjärpluton (inkluderat maskintropp), vakt- & eskortpluton, trosspluton, transportpluton, stabspluton, reparationspluton och militärpolistropp, VL (Victor Lima). Stab- och trosskompaniet betjänade bataljonsstaben och var förlagda till högkvarteret i Živinice.

### Stridsvagnskompani
- QL (Quebec Lima) (danskt stridsvagnskompani)

### Sjukvårdskompani
- NorMedCoy (norskt fältsjukhus)